# Iain Duncan Smith
George Iain Duncan Smith (født 9. april 1954 i Edinburgh, Skotland) er en britisk politiker, der er medlem af Underhuset for det Konservative Parti. Han var partiets leder fra 12. september 2001 til 6. november 2003 og trådte tilbage som følge af at han tabte en tillidsafstemning. 
Smith har en fortid i Scots Guards. 
Han har været medlem af Underhuset siden 1992 og udgjorde i sine tidligere år en markant intern opposition til John Majors proeuropæiske linje. Først var han valgt for valgkredsen Chingford, men da denne i 1997 som følge af en valgkredsreform blev sammenlagt, har han siden repræsenteret Chingford and Woodford Green.
I dag er han formand for Centre for Social Justice, en politisk gruppe uafhængig af det Konservative Parti.
Som partiformand blev han efterfulgt af Michael Howard. 